# Campeonato Mundial de Clubes de Balonmano de 2013
El Campeonato Mundial de Clubes de Balonmano de 2013 (oficialmente IHF Super Globe 2013) fue la 7ª edición del Campeonato Mundial de Clubes de Balonmano. En ella participarán el FC Barcelona en sustitución del BM Atlético Madrid (actual campeón), HSV Hamburg como campeón de la Liga de Campeones de la EHF, el Taubate como campeón panamericano, el Al-Rayyan asiático, el Etoile Sportive du Sahel africano y Sydney University HC de Oceanía. Además participará el Al-Sadd como anfitrión y el El Jaish ganador de un torneo entre los equipos locales. El sistema de competición será dos grupos de cuatro equipos cada uno, los dos primeros de cada grupo se clasifican para las semifinales. Los ganadores de las semifinales jugarán la final.

## Equipos
| Group A                                           | Group B                                                 |
| ------------------------------------------------- | ------------------------------------------------------- |
| HSV Hamburg Al-Sadd El Jaish Sydney University HC | FC Barcelona Etoile Sportive du Sahel Al-Rayyan Taubate |

## Fase de grupos

### Grupo A
| Pos | Equipo               | J | G | E | P | GF | GC  | Dif | Pts |
| --- | -------------------- | - | - | - | - | -- | --- | --- | --- |
| 1   | HSV Hamburg          | 3 | 2 | 1 | 0 | 94 | 73  | +21 | 5   |
| 2   | El Jaish             | 3 | 1 | 2 | 0 | 89 | 65  | +24 | 4   |
| 3   | Al-Sadd              | 3 | 1 | 1 | 1 | 84 | 72  | +12 | 3   |
| 4   | Sydney University HC | 3 | 3 | 0 | 0 | 49 | 106 | -57 | 0   |

| Fecha        | Lugar                       | Local                | Resultado | Visitante            |
| ------------ | --------------------------- | -------------------- | --------- | -------------------- |
| 25 de agosto | Al-Gharafa Sports Club Hall | HSV Hamburg          | 29-29     | El Jaish             |
| 25 de agosto | Al-Gharafa Sports Club Hall | Al-Sadd              | 33-20     | Sydney University HC |
| 26 de agosto | Al-Gharafa Sports Club Hall | Sydney University HC | 15-35     | HSV Hamburg          |
| 26 de agosto | Al-Gharafa Sports Club Hall | El-Jaish             | 22-22     | Al-Sadd              |
| 27 de agosto | Al-Gharafa Sports Club Hall | HSV Hamburg          | 30-29     | Al-Sadd              |
| 27 de agosto | Al-Gharafa Sports Club Hall | El-Jaish             | 38-14     | Sydney University HC |

### Grupo B
| Pos | Equipo                   | J | G | E | P | GF  | GC | Dif | Pts |
| --- | ------------------------ | - | - | - | - | --- | -- | --- | --- |
| 1   | FC Barcelona             | 3 | 3 | 0 | 0 | 104 | 70 | +34 | 6   |
| 2   | Etoile Sportive du Sahel | 3 | 2 | 0 | 1 | 86  | 81 | +5  | 4   |
| 3   | Taubate                  | 3 | 1 | 0 | 2 | 69  | 87 | -18 | 2   |
| 4   | Al-Rayyan                | 3 | 0 | 0 | 3 | 74  | 95 | -21 | 0   |

| Fecha        | Lugar                       | Local                    | Resultado | Visitante                |
| ------------ | --------------------------- | ------------------------ | --------- | ------------------------ |
| 25 de agosto | Al-Gharafa Sports Club Hall | Etoile Sportive du Sahel | 29-24     | Taubate                  |
| 25 de agosto | Al-Gharafa Sports Club Hall | FC Barcelona             | 38-25     | Al-Rayyan                |
| 26 de agosto | Al-Gharafa Sports Club Hall | Al-Rayyan                | 23-30     | Etoile Sportive du Sahel |
| 26 de agosto | Al-Gharafa Sports Club Hall | FC Barcelona             | 32-18     | Taubate                  |
| 27 de agosto | Al-Gharafa Sports Club Hall | FC Barcelona             | 34-27     | Etoile Sportive du Sahel |
| 27 de agosto | Al-Gharafa Sports Club Hall | Taubate                  | 27-26     | Al-Rayyan                |

#### Del 5 al 8 puesto
|  | 5 al 8 Semifinal     | 5 al 8 Semifinal |    |         | 5 y 6 puesto         | 5 y 6 puesto |  |
|  |                      |                  |    |         |                      |              |  |
|  |                      |                  |    |         |                      |              |  |
|  |                      |                  |    |         |                      |              |  |
|  | Sydney University HC | 14               |    |         |                      |              |  |
|  | Taubate              | 28               |    |         |                      |              |  |
|  |                      |                  |    |         |                      |              |  |
|  |                      |                  |    |         |                      |              |  |
|  |                      |                  |    |         | Taubate              | 28           |  |
|  |                      | Al-Rayyan        | 30 |         |                      |              |  |
|  |                      |                  |    |         |                      |              |  |
|  |                      |                  |    |         |                      |              |  |
|  |                      |                  |    |         | 7 y 8 puesto         |              |  |
|  |                      |                  |    |         |                      |              |  |
|  | Al-Sadd              | 19               |    | Al-Sadd | 30                   |              |  |
|  | Al-Rayyan            | 32               |    |         | Sydney University HC | 18           |  |

## Clasificación
| Puesto | Equipo                   |
| ------ | ------------------------ |
| 1      | FC Barcelona             |
| 2      | HSV Hamburg              |
| 3      | El Jaish                 |
| 4      | Etoile Sportive du Sahel |
| 5      | Al-Rayyan                |
| 6      | Taubate                  |
| 7      | Al-Sadd                  |
| 8      | Sydney University HC     |

## Premios individuales
| Premio          | Jugador               | Equipo                   |
| --------------- | --------------------- | ------------------------ |
| Máximo goleador | Amine Bannour (35)    | Etoile Sportive du Sahel |
| Mejor portero   | José Javier Hombrados | BM Atlético Madrid       |
| Mejor jugador   | Selim Hedoui          | Etoile Sportive du Sahel |

| Predecesor: Mundial de Clubes 2012 | Mundial de Clubes 2013 | Sucesor: Mundial de Clubes 2014 |

- Datos: Q14644298